# Liste von Schiffen mit dem Namen Sao Paulo

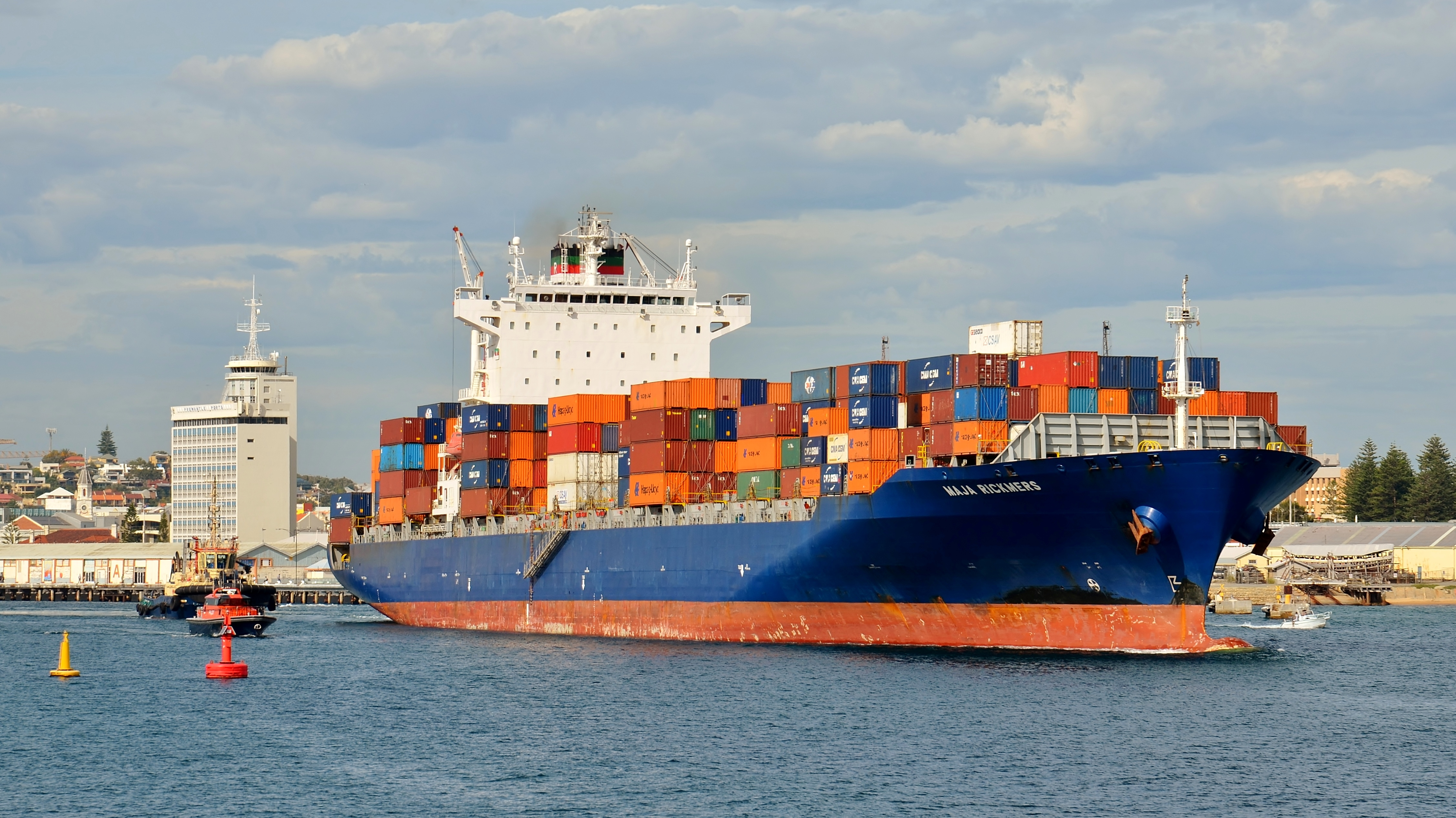
Maja Rickmers, ein Schwesterschiff der COSCO Sao Paulo

Sao Paulo bzw. São Paulo ist ein mehrfach genutzter Schiffsname. Der Name leitet sich von der brasilianischen Stadt São Paulo ab, die wiederum nach Sankt Paul benannt ist. Bei derzeit fahrenden Containerschiffen wird oft der Name der Reederei dem Stadtnamen vorangestellt.

## Schiffsliste
| Bezeichnung                                                 | Schiffsart            | Klasse / Typ               | Baujahr | Bauwerft                                      | Eigner                                          | Dienstzeit            | Verbleib                                                      | Bild |
| ----------------------------------------------------------- | --------------------- | -------------------------- | ------- | --------------------------------------------- | ----------------------------------------------- | --------------------- | ------------------------------------------------------------- | ---- |
| Sao Paulo                                                   | Kombischiff           | Asuncion-Klasse            | 1896    | Blohm & Voss, Hamburg                         | Hamburg-Süd                                     | 1896–1914             | 1915 als Sperrbrecher 8 der Marine nach Minentreffer gesunken |      |
| São Paulo                                                   | Schlachtschiff        | Minas-Geraes-Klasse        | 1909    | Vickers, Barrow-in-Furness                    | Marinha do Brasil                               | 1910–1946             | verschollen im November 1951                                  |      |
| Sao Paulo (Alrich, Glücksburg)                              | Frachtschiff          |                            | 1922    | Schichau-Werke, Danzig                        | Hamburg-Süd (Roland-Linie, Norddeutscher Lloyd) | 1922–1940             | 1940 beim Unternehmen Weserübung nach Minentreffer gesunken   |      |
| NAe São Paulo (A-12) (ex Foch [R99])                        | Flugzeugträger        | Clemenceau-Klasse          | 1960    | Chantiers de l’Atlantique, Saint-Nazaire      | Marinha do Brasil (Französische Marine)         | 2000–2018 (1963–2000) | außer Dienst                                                  |      |
| Maersk Sao Paulo (derzeit: Monemvasia, …, Helgoland Trader) | Containerschiff       | MTW 2500                   | 1998    | MTW Schiffswerft, Wismar                      | Maersk                                          | seit 1998             | in Fahrt                                                      |      |
| MSC Sao Paulo (Pohang Senator)                              | Containerschiff       | 4700-TEU-Typ               | 1998    | Hyundai Heavy Industries, Ulsan               | Mediterranean Shipping Company (MSC)            | seit 1998             | in Fahrt                                                      |      |
| MOL Sao Paulo                                               | Containerschiff       | Samsung 2500               | 2000    | Samsung Shipbuilding & Heavy Industry Co.     |                                                 | 2001–2002             | als Nikolas in Fahrt                                          |      |
| Alianca Sao Paulo                                           | Containerschiff       | Warnow CV 2500             | 2003    | Kvaerner Warnow Werft, Warnemünde             |                                                 | 2003–2005             | als MSC Ana Camila III in Fahrt                               |      |
| CSAV Sao Paulo                                              | Containerschiff       | Stocznia Szczecińska B-178 | 2004    | Stocznia Szczecińska Nova, Stettin            |                                                 | 2006–2009             | als Fesco Sofia in Fahrt                                      |      |
| CSCL Sao Paulo                                              | Containerschiff       | Jiangsu 2500               | 2008    | Jiangsu Yangzijiang Shipyard, Jiangyin, China |                                                 | 2008–2021             | als Maersk Nansha in Fahrt                                    |      |
| Beluga Sao Paulo                                            | Mehrzweckfrachtschiff | Beluga-P1-Klasse           | 2010    | Qingshan Shipyard, China                      |                                                 | 2010–2012             | als UHL Partner in Fahrt                                      |      |
| COSCO Sao Paulo                                             | Containerschiff       | Jiangsu 4250               | 2013    | Jiangsu New Yangzijiang Shipbuilding, Jiangsu | COSCO                                           | seit 2013             | in Fahrt                                                      |      |